# برايان أوكونيل
برايان أوكونيل (بالإنجليزية: Brian O'Connell)‏ هو كاتب أمريكي، ولد في 23 يناير 1930 في ورسستر في الولايات المتحدة، وتوفي في 21 مارس 2011 في تشاتهام في الولايات المتحدة.